# У ночи тысяча глаз
«У ночи тысяча глаз» (англ. Night Has a Thousand Eyes) — фильм нуар с элементами фэнтези режиссёра Джона Фэрроу, вышедший на экраны в 1948 году.

## Сюжет
В звёздную ночь в Лос-Анджелесе, богатая молодая женщина Джин Кортленд (Гэйл Расселл) готовится прыгнуть с моста перед идущим поездом. В последний момент её спасает жених, геолог Эллиотт Карсон (Джон Лунд). После этого они заходят в ресторан, где Эллиотт обвиняет некого Джона Трайтона (Эдвард Г. Робинсон) в том, что тот сделал предсказание о смерти Джин, намереваясь завладеть её состоянием. В ответ Джон рассказывает следующую историю:
Двадцать лет назад он выступал на эстраде как ясновидящий с предсказаниями будущего. Его ассистенткой была его невеста Дженни (Вирджиния Брюс), а менеджером — лучший друг Уитни Кортленд (Джером Кауэн). Хотя изначально представление было построено на ловком трюке и обмане зрителей, тем не менее во время одного из шоу Джон заметил, что у него порой наступают спонтанные видения событий в будущем, которые действительно сбываются. Используя открывшийся дар Джона, Уитни сделал несколько удачных ставок на бирже и на скачках, заработав для их коллектива солидную сумму денег. В очередном видении Джона содержалось предсказание, что Дженни умрёт во время родов их первого ребёнка. Рассчитывая предотвратить её смерть, Джон решает расстаться с ней. Он рекомендует Уитни вложить все деньги в нефтеносный участок в Оклахоме, который должен сделать их очень богатыми людьми, после чего исчезает в неизвестном направлении. Как поясняет Джин, Дженни и Уитни Кортленд вскоре после исчезновения Джона поженились, и в результате их брака родилась она, однако её мать, Дженни, всё равно умерла при родах. Уитни после успешных вложений в Оклахоме стал чрезвычайно богатым человеком и одним из крупнейших нефтепромышленников страны. Далее Джон сообщает, что три месяца назад он переехал в Лос-Анджелес, рассчитывая в скором времени вновь сблизиться с Уитни и познакомиться с Джин. Вскоре его посещает видение, в котором Уитни гибнет в авиакатастрофе. Джон немедленно едет в богатый дом Уитни, где Джин устраивает шикарную вечеринку. Он разыскивает Джин и просит её немедленно прервать рекордный перелёт на одноместном самолёте из Нью-Йорка в Лос-Анджелес, который в тот момент совершает её отец. Джин и Эллиотт с недоверием относятся к заявлению Джона. Хотя Джин никогда ранее не видела Джона, она тем не менее понимает, что он действительно тот самый исчезнувший много лет назад лучший друг её отца. Зная о способностях Джона, Джин всё-таки решает позвонить в аэропорт последней промежуточной посадки самолёта отца, однако делает это слишком поздно. Через некоторое время приходит сообщение, что самолёт Уитни разбился в Нью-Мексико. Тем не менее, Эллиотт как учёный продолжает сомневаться в способности Джона предсказывать будущее, так как она не имеет никакого научного обоснования. Через некоторое время Джон делает новое предсказание — он сообщает, что в течение недели под звёздами погибнет и Джин (именно под влиянием этого предсказания она чуть было не бросилась под поезд). Действие возвращается в настоящее время. Эллиотт отвозит Джин домой, и она просит Джона остаться вместе с ней. В это время в доме Кортлендов находится группа высокопоставленных нефтяников, прибывших для заключения с Уитни соглашения об объединении их бизнесов. Эллиотт тем временем едет в полицию, где ему сообщают, что пропеллер самолёта Уитни был умышленно испорчен, то есть его гибель была не несчастным случаем, а преднамеренным убийством. В доме Кортлендов Джона посещает очередное видение. Он видит, что его скоро застрелят, а также видит некоторые подробности смерти Джин: она умрёт ровно в одиннадцать часов следующей ночью, под звёздами, после того, как неожиданно задует жаркий ветер, разобьётся ваза и цветок будет раздавлен ногой. Она также умрёт у ног льва после того, как будут произнесены слова «Теперь опасности нет». Этим же вечером, после того, как Джон рассказывает о своём видении, кто-то пытается задушить Джин подушкой, и подозрение падает на Джона. На следующий день Джона вызывают в полицию для дачи показаний, а испуганная Джин в окружении полицейских ожидает наступления одиннадцати часов. Постепенно все детали предсказания Джона начинают сбываться одна за другой. За несколько минут до одиннадцати часов, неизвестный убийца тайно переводит вперёд стрелки часов в комнате Джин с таким расчётом, что когда часы пробьют одиннадцать, Джин поверит, что предсказание не сбылось, и выйдет в сад. Так и происходит. Когда Джин выходит в сад, то со словами «Теперь опасности нет» киллер набрасывается на Джин сзади и начинает её душить. В это момент вернувшийся Джон прибегает в сад, обезвреживает убийцу и спасает Джин. Однако подоспевшая полиция решает, что это Джон напал на Джин, и стреляет в него, убивая наповал. Когда ситуация успокаивается, полиция видит, что Джин на самом деле пытался убить один из нефтяников, не заинтересованный в объединении с фирмой Уитни, его же люди испортили пропеллер на самолёте Уитни. Эллиотт извлекает из кармана Джона письмо, в котором тот предсказывает собственную смерть при спасении Джин.

## В ролях
- Эдвард Г. Робинсон — Джон Трайтон
- Гэйл Расселл — Джин Кортленд
- Джон Лунд — Эллиотт Карсон
- Вирджиния Брюс — Дженни Кортленд
- Уильям Димарест — лейтенант Шоун
- Джером Кауэн — Уитни Кортенд
- Онслоу Стивенс — доктор Уолтерс
- Лестер Дорр — мистер Байерс (в титрах не указан)

## Создатели фильма и исполнители главных ролей
Фильм поставлен по одноимённому роману 1945 года одного из самых популярных криминальных писателей Америки Корнелла Вулрича. В общей сложности, по книгам Вулрича было поставлено свыше 30 фильмов, наиболее значимые среди них — «Леди-призрак» (1944), «Окно» (1944), «Не её мужчина» (1950) и «Окно во двор» (1954).
Режиссёр Джон Фэрроу был номинирован на Оскар как режиссёр за военную драму «Остров Уэйк» (1942) и завоевал Оскар за лучший сценарий фильма «Вокруг света за восемьдесят дней» (1956). К лучшим нуарам Фэрроу относятся «Большие часы» (1948), «Где живёт опасность» (1950) и «Женщина его мечты» (1951).
Эдвард Г. Робинсон является одним из самых признанных звёзд жанра фильм нуар, он сыграл в таких фильмах, как «Двойная страховка» (1944), «Женщина в окне» (1944), «Улица греха» (1945), «Ки Ларго» (1948) и «Дом незнакомцев» (1949), который принёс ему приз за лучшую мужскую роль Каннского кинофестиваля.
Гэйл Расселл за свою непродолжительную актёрскую карьеру сыграла в таких памятных фильмах, как хоррор «Незваные» (1944), фильм нуар «Восход луны» (1948) и вестерн «Семь человек с этого момента» (1956). Джон Лунд сыграл свои наиболее заметные роли в трёх фильмах режиссёра Митчела Лейзена — мелодраме «Каждому своё» (1946), комедии «Брачный сезон» (1951) и нуаре «Не её мужчина» (1950), а также военной комедии Билли Уайлдера «Зарубежный роман» (1948).

## Оценка критики
Кинокритик Босли Краузер в 1948 году написал в «Нью-Йорк Таймс»: «Фильм „У ночи тысяча глаз“ — это настолько откровенно избитый мелодраматический трюк, что почти что вызывает к себе доверие. Почти, сказали мы. Но все-таки не вызывает, потому что пытается претендовать на нечто серьёзное и внушительное. Если бы где-то в начале этой откровенно фантастической сказки о человеке, который может предвидеть будущее, кто-либо отвел зрителя в сторонку и сказал, что это всё просто абсурд, всё ещё могло бы быть приемлемо. И даже если бы весь этот давно устаревший мусор, которым захламлён финал, был бы представлен в виде откровенного бурлеска, все ещё могло закончиться терпимо. Но нет. С самого начала и до самого конца фильма, нас просят поверить в то, что парень может действительно обладать сверхъестественным видением — что бывший эстрадный актёр может предсказывать не только то, какие лошади выиграют на скачках, но и то, кто погибнет в авариях, и какие покушения будут совершены на жизни других людей. Такая вещь, конечно, могла бы быть очаровательной или, по крайней мере, забавной, если была бы сделана в духе тонко замаскированного валяния дурака или откровенного фэнтези. Но здесь всё сделано в мрачном стиле, а Эдвард Робинсон играет своего персонажа как фигуру поистине трагического масштаба, силой рока прикованного к хрустальному шару» .
Журнал TimeOut написал: «Если не считать вступительного эпизода картины — в котором Ланд спасает Гейл Расселл от самоубийства, открывая её смертельный страх перед звёздами — в остальном эта экранизация великолепного романа Корнелла Вулрича откровенно разочаровала, постоянно выхолащивая его суть и лишив его мрачной одержимости. Если же рассматривать фильм в традиционном плане, то это вполне захватывающий психологический триллер, с прекрасной игрой Эдварда Робинсона в роли человека, которого преследуют видения будущего. Фэрроу создаёт фильм достаточно атмосферичным (чему во многом способствует отличая операторская работа Джона Зейтца), но сценарий испорчен утомительными дискуссиями о том, можно ли экстрасенсорное восприятие объяснить с рациональной или научной точек зрения, и нелепым сюжетным поворотом, который приводит к (частично) счастливому концу».
Критик Деннис Шварц в 2002 году написал о фильме: «К сожалению, режиссёр Джон Фэрроу убрал большинство мрачных страстей, которыми был наполнен отличный роман (Вулрича), и сделал из него обыкновенный кинотриллер. Он также придал фильму в определённом смысле счастливый финал, который выглядит неуместным. Хотя он по-прежнему остаётся достойным психологическим триллером с великолепной игрой Эдварда Робинсона в роли Джона Трайтона, ясновидящего, которого преследует дар предсказания страшных несчастий в будущем… „У ночи тысяча глаз“ показывает губительный мир фильма нуар, в котором ясновидящий является пленником своего таланта, а тёмная ночь является смертельным местом, где происходят трагедии. Эдвард Робинсон смотрится как нуаровая фигура, которая несмотря на огромные знания оккультных наук и свою способность видеть какие-то вещи в будущем, не может жить счастливой жизнью и хотя бы спасти себя самого от своего же видения».